# Rock Center with Brian Williams
Rock Center with Brian Williams est un magazine d'information hebdomadaire diffusé du 31 octobre 2011 au 21 juin 2013 sur le réseau de télévision américain NBC. Il est présenté par Brian Williams, journaliste de la rédaction de NBC News. Le titre de l'émission fait référence au Rockefeller Center, à New York, siège de NBC et de la rédaction de NBC News.
Il est la première reprogrammation par la chaîne de télévision NBC, après une période de 20 ans, d'une émission d'information sur le créneau horaire de première partie de soirée. Il remplace la série télévisée The Playboy Club diffusée sur la même case horaire, annulée après seulement trois épisodes.
Parmi les consultants de l'émission, on compte Harry Smith, Kate Snow, Ted Koppel, Meredith Vieira, Richard Engel, Nancy Snyderman, Matt Lauer, Ann Curry, et Natalie Morales.